# Bouligneux
Bouligneux ist eine französische Gemeinde mit 323 Einwohnern (Stand: 1. Januar 2022) im Département Ain in der Region Auvergne-Rhône-Alpes. Sie gehört zum Kanton Villars-les-Dombes im Arrondissement Bourg-en-Bresse. Die Einwohner werden Boulignards genannt.

## Geografie
Bouligneux liegt inmitten der Seenlandschaft der Dombes, etwa 18 Kilometer östlich von Villefranche-sur-Saône. Im Osten begrenzt die Chalaronne das Gemeindegebiet. Umgeben wird Bouligneux von den Nachbargemeinden Sandrans im Norden, La Chapelle-du-Châtelard im Nordosten, Villars-les-Dombes im Osten und Südosten, Lapeyrouse im Süden, Sainte-Olive im Südwesten und Westen sowie Saint-Trivier-sur-Moignans im Westen und Nordwesten.

## Bevölkerungsentwicklung
| Jahr                       | 1962 | 1968 | 1975 | 1982 | 1990 | 1999 | 2006 | 2013 | 2020 |
| Einwohner                  | 240  | 208  | 172  | 247  | 274  | 290  | 302  | 304  | 332  |
| Quellen: Cassini und INSEE |      |      |      |      |      |      |      |      |      |

## Sehenswürdigkeiten
- Kirche Saint-Marcel, seit 1926 Monument historique
- Burg Bouligneux, spätere Weindomäne, seit 1926 Monument historique

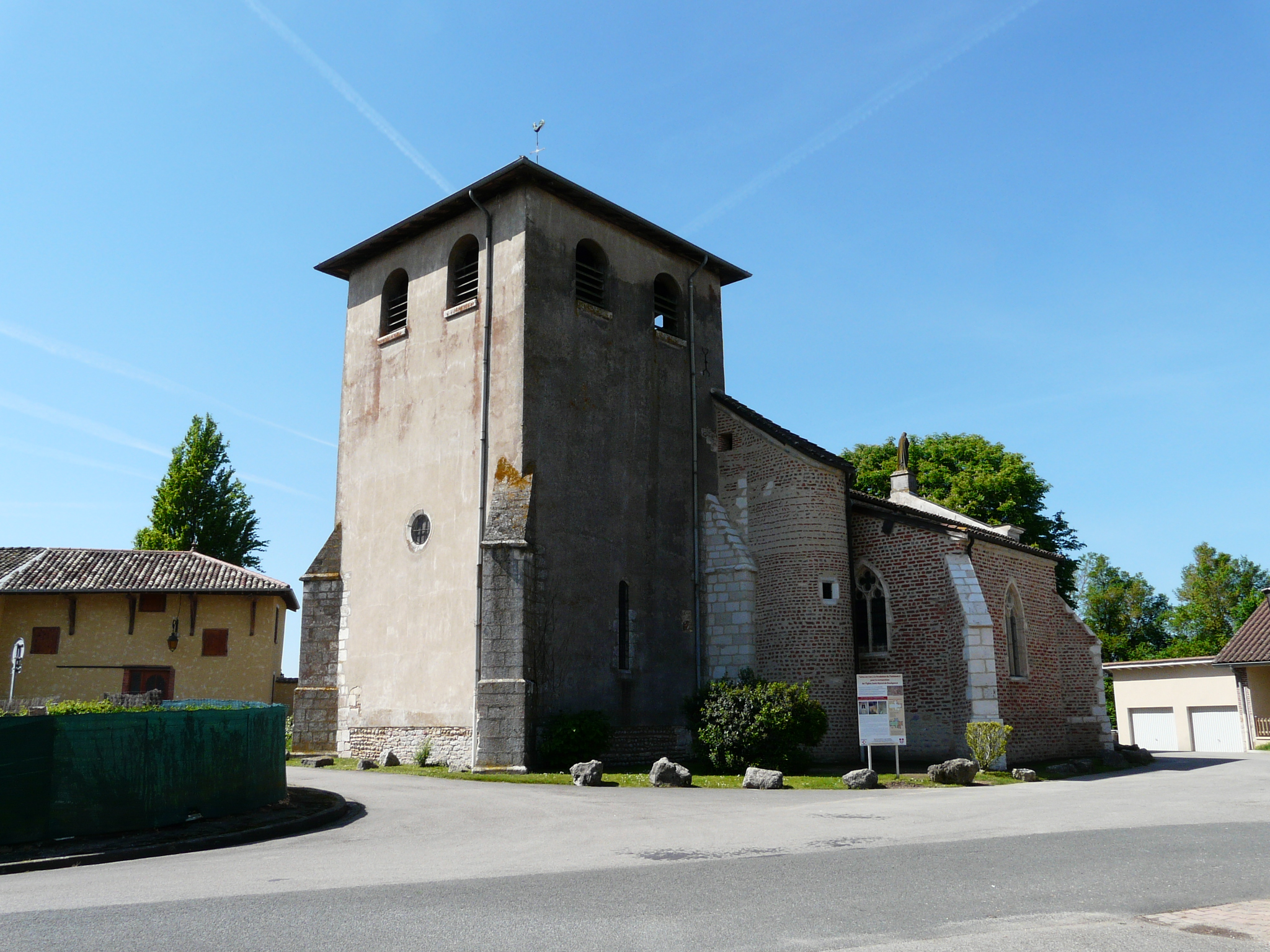
Kirche Saint-Marcel
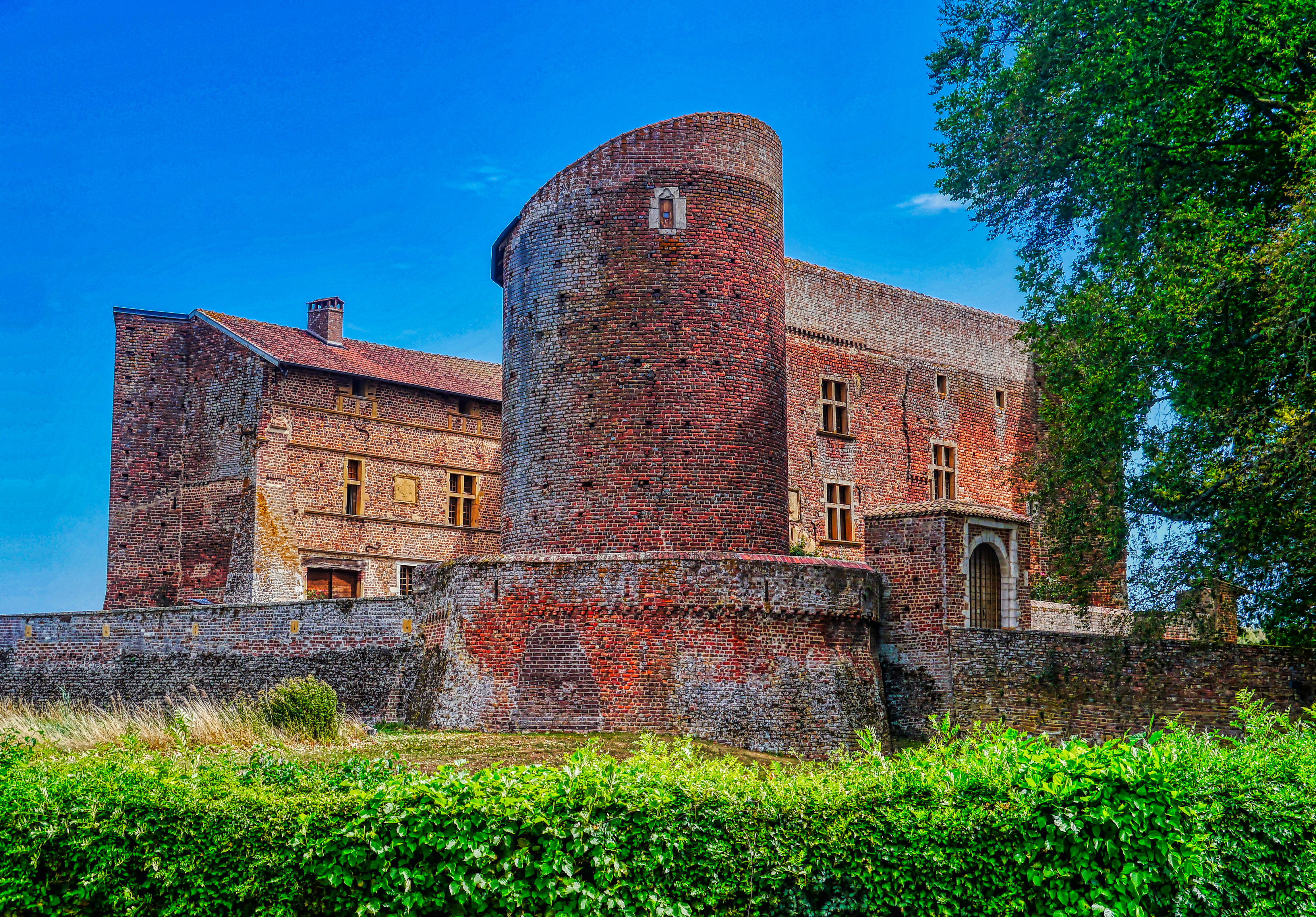
Burg Bouligneux
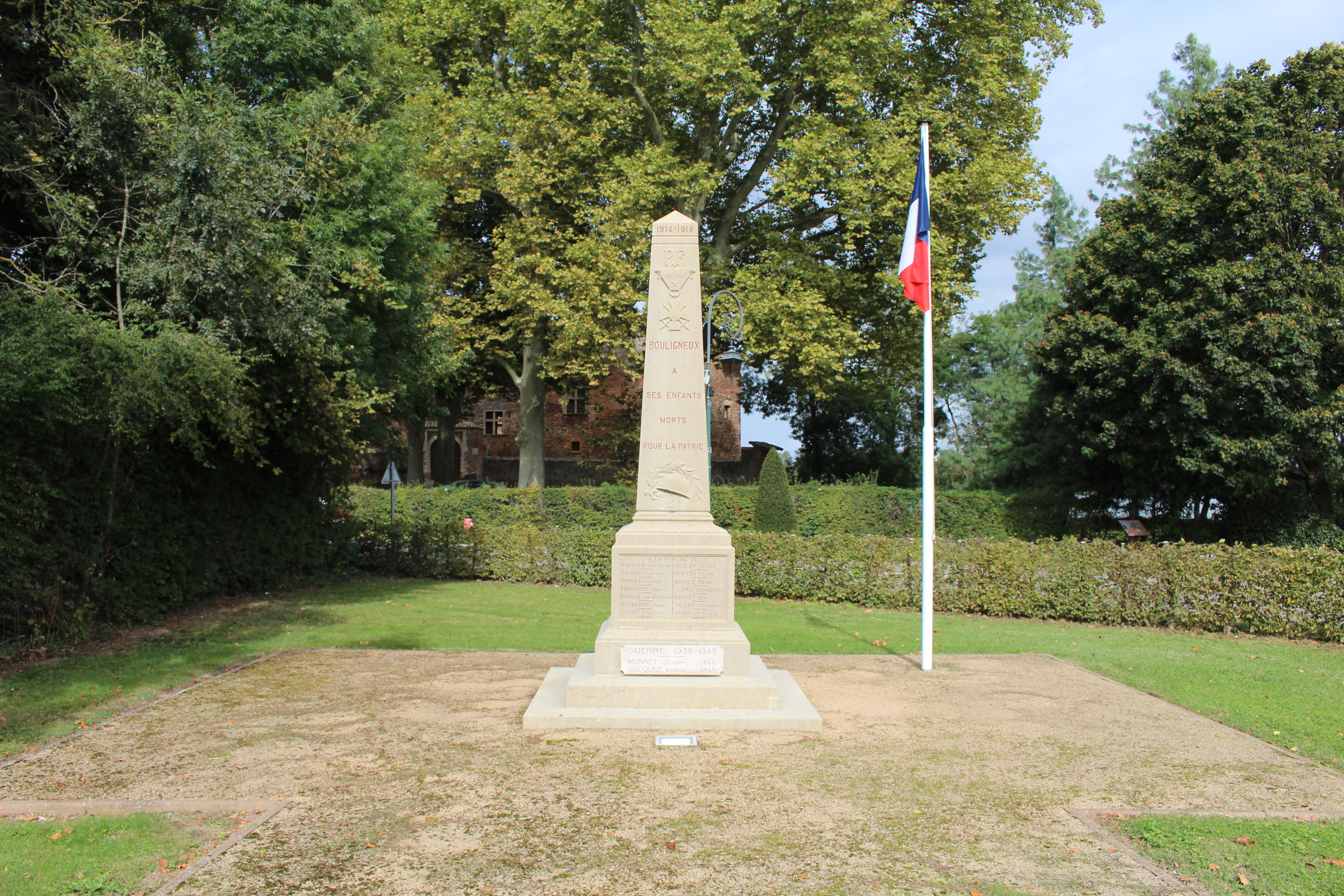
Gefallenendenkmal